# Il conte Caramella
Il conte Caramella és una òpera en tres actes composta per Baldassare Galuppi sobre un llibret italià de Carlo Goldoni. S'estrenà a Venècia la tardor de 1751. A Catalunya s'estrenà a principi d'estiu de 1754 al Teatre de la Santa Creu de Barcelona.